# Ewa Kuryluk

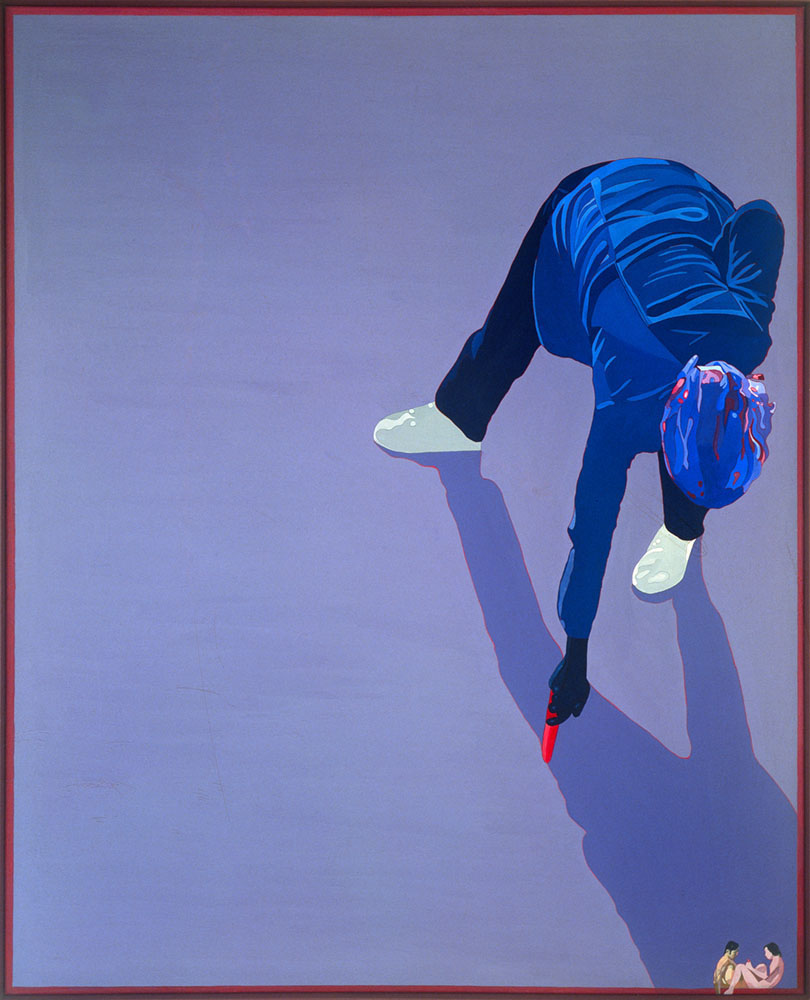
Obraz Obrysowuję cień (1978)

Ewa Kuryluk (ur. 5 maja 1946 w Krakowie) – polska artystka. Pionierka instalacji tekstylnej, malarka, fotografka, historyczka sztuki, pisarka i poetka; autorka licznych książek pisanych w języku polskim i angielskim, tłumaczonych na wiele języków.

## Życiorys
Córka polityka i dyplomaty Karola Kuryluka (1910–1967) i Marii (Miriam) de domo Kohany, primo voto Gleich (1917–2001), tłumaczki i pisarki publikującej pod nazwiskiem Maria Kuryluk, siostra Piotra Kuryluka (1950–2004), tłumacza. Po objęciu przez jej ojca polskiej placówki dyplomatycznej w Austrii, uczyła się we wiedeńskim gimnazjum. W latach 1964–1970 studiowała już w Polsce, na warszawskiej Akademii Sztuk Pięknych. Uczestniczyła w ruchu „O poprawę”, należała do grupy „Śmietanka”. Założyła fundację „Amici di Tworki”, współpracowała z Amnesty International. W 1981 przeprowadziła się do Nowego Jorku. W 1982 współtworzyła w USA kwartalnik „Zeszyty Literackie”, który rok później znalazł swą siedzibę w Paryżu.
Jej książka Goldi. Apoteoza zwierzaczkowatości w 2005 została zakwalifikowana do finału Nagrody Literackiej Nike. W 2009 powstał francuski film dokumentalny o artystce pt. Vera Icon, Ewa Kuryluk (reż. Cederic Schiltz; francuska premiera odbyła się 29 czerwca 2009 w Paryżu, polska – 21 października 2009 w Warszawie). W 2010 nominowana do Nagrody Literackiej Nike za Frascati. W 2020 nominowana do Nagrody Literackiej Nike oraz Nagrody Literackiej m.st. Warszawy za powieść Feluni.
W 2012 r. została odznaczona Srebrnym Medalem „Zasłużony Kulturze Gloria Artis”. W 2024 otrzymała doktorat honoris causa Akademii Sztuk Pięknych w Gdańsku.

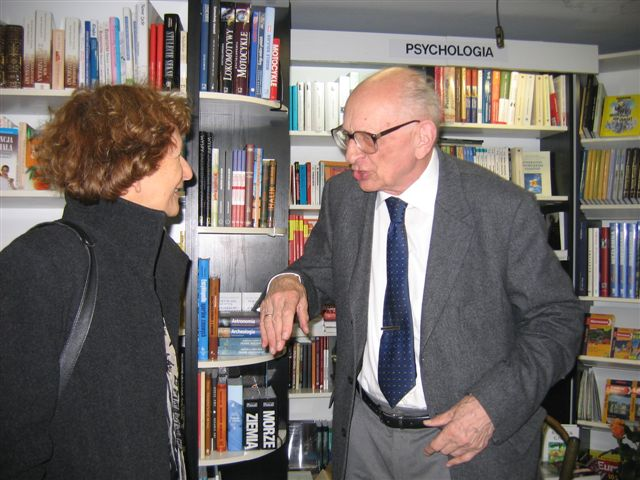
Ewa Kuryluk w rozmowie z Władysławem Bartoszewskim – Warszawa, 10 października 2006

Mieszka w Paryżu i Warszawie.

## Twórczość
Ewa Kuryluk ma w swoim dorobku ponad pięćdziesiąt wystaw indywidualnych, udział w wielu wystawach grupowych. Tworzyła instalacje na świeżym powietrzu w różnych częściach świata. Jej dzieła znajdują się w muzeach narodowych w: Warszawie, Krakowie oraz Poznaniu, jak również w kolekcjach instytucjonalnych i prywatnych w Europie, Ameryce Północnej, Ameryce Łacińskiej i Japonii.

### Prace na papierze (1959-1979)
Ewa Kuryluk od wczesnych lat szkolnych pracowała na papierze. Niektóre z poruszane wówczas wątków były rozwijane w kolejnych latach w malarstwie i instalacji. Okres ten charakteryzuje się różnorodnością podejmowanych technik, tematów i użytych narzędzi oraz swobodą wynikającą z natury pracy na papierze. Wiosną 1978 roku artystka zaczęła pracować nad instalacją tekstylną, odchodząc od malarstwa. Kilka miesięcy później porzuciła również pracę na papierze. W 2024 roku ukazał się drukiem katalog Ewa Kuryluk. Kangór z ołówkiem, pędzlem i nożyczkami autorstwa historyczki Anny Kowalskiej. Jest to pierwsze systematyczne opracowanie  dokumentujące ten rozdział jej twórczości. Tytuł książki nawiązuje do pseudonimu Ewy Kuryluk (od dzieciństwa nazywanej Kangórem) oraz jej zamiłowania do wycinania i tworzenia kolaży.

### Twórczość literacka
- Wiedeńska apokalipsa. Eseje o sztuce i literaturze wiedeńskiej około 1900 (Wydawnictwo Literackie 1974; wydanie 2. zmienione pt. Wiedeńska apokalipsa. Eseje o kulturze austriackiej XX wieku, W.A.B. 1999, ISBN 83-87021-95-4.
- Salome albo o rozkoszy. O grotesce w twórczości Aubreya Beardsleya (Wydawnictwo Literackie 1976)
- Hiperrealizm – Nowy Realizm (eseje o sztuce; Wydawnictwa Artystyczne i Filmowe 1979, 1983, ISBN 83-22-1006-4-7)
- Kontur. Wiersze z lat 1972–1975 (Wydawnictwo Literackie 1979, ISBN 83-08-0012-6-2)
- Podróż do granic sztuki. Eseje z lat 1975–1979 (Wydawnictwo Literackie 1982, ISBN 83-08-0085-0-X; wydanie zmienione i rozszerzone pt. Podróż do granic sztuki. Eseje z lat 1975–1979 i eseje z lat późniejszych na ten sam temat, Twój Styl 2005, ISBN 83-71-6353-8-9)
- Pani Anima. Wiersze z lat 1975–1979 (Wydawnictwo Literackie 1984, ISBN 83-08-0119-5-0)
- Salome and Judas in the cave of sex. The grotesque: origins, iconography, techniques (Northwestern University Press 1987)
- Veronica and her cloth: history, symbolism, and structure of a „true” image (B. Blackwell, Oxford – Cambridge 1991, ISBN 0-631-17813-9; Przekład polski: Weronika i jej chusta. Historia, symbolizm i struktura „prawdziwego obrazu”, Wydawnictwo Literackie 1998, ISBN 83-08-0281-6-0; Przekład włoski: Roma 1993; Przekład portugalski: São Paulo 1994)
- Century 21. (powieść; Dalkey Archive Press 1992, 1993; Przekład polski pt. Wiek 21., przeł. Michał Kłobukowski, Marabut 1995, ISBN 83-85-8932-0-2; wydanie 2 rozszerzone pt. Wiek 21. Trio dla ukrytych, Twój Styl 2005, ISBN 83-71-6344-9-8)
- Grand Hotel Oriental (powieść; W.A.B. 1997, ISBN 83-87-0211-8-0; autorka sama przełożyła wersję angielskojęzyczną na polski)
- Encyklopedioerotyk (powieść; Sic! 2001, ISBN 83-86-0569-9-1)
- Art mon amour. Szkice o sztuce (Sic! 2002, ISBN 83-88-8071-4-5)
- Ludzie z powietrza. Retrospektywa 1959-2002: instalacje, fotografie, rysunki, obrazy (katalog wystawy; Artemis Galeria Sztuki 2002, ISBN 83-88-0211-6-8)
- Goldi. Apoteoza zwierzaczkowatości (powieść; Twój Styl 2004 ISBN 83-71-6352-0-6)
- Droga do Koryntu od dziś do 1959 r. / On the way to Corinth tracing my art to 1959 (szkice o sztuce; Twój Styl 2006, ISBN 83-7163-509-5)
- Frascati (proza autobiograficzna; Wydawnictwo Literackie 2009, ISBN 978-83-08-04377-6)
- Kangór z kamerą / Kangaroo with the camera. Autofotografia/Autofotography 1959-2009 (katalog fotografii i esejów; komentarze Ewy Kuryluk; eseje: Małgorzata Baranowska, Zofia Gebhard, Agata Jakubowska, Agnieszka Taborska; Dorota Monkiewicz rozmawia z artystką; Artemis Galeria Sztuki – Art+on Galeria Sztuki Współczesnej Domu Aukcyjnego Rempex – Wydawnictwo Literackie 2009, ISBN 978-83-88021-23-7)
- Feluni. Apoteoza enigmy Wydawnictwo Literackie 2019, ISBN 978-8308-06872-4.

### Przekład
- Frederick J. Dockstader: Sztuka Ameryki (t. II pt. Twórczość Indian z Ameryki Środkowej i Antyli, t. III pt. Twórczość Indian południowoamerykańskich; Wydawnictwa Artystyczne i Filmowe 1976, 1977)

### Inne prace redakcyjne
- Ogród poznania. Wystawa czerwiec-lipiec 1981, Galeria MDM (przedmowa; katalog wystawy; red. Anna Goliszewska; Stołeczne Biuro Wystaw Artystycznych 1981)